# Farmor Anka
Farmor Anka, egentligen Elvira Augusta Anka f. Knös (originalnamn: Elvira "Grandma Duck" Coot), är en rollfigur i Kalle Anka-serierna. Hon skapades av Al Taliaferro på 1940-talet. Hon var gift med den nu avlidne Farfar Anka.
Farmor är en godhjärtad, energisk dam som driver en bondgård utanför Ankeborg tillsammans med den lata drängen Mårten Gås. På gården bor också mössen Jack och Gus (som ursprungligen kommer från filmen Askungen). Hon kör en röd veteranbil med registreringsnummer "1902" som förefaller vara en Detroit Electric. Hon är den Kalle och hans vänner vänder sig till när de behöver råd, och hon är väldigt bestämd.
Enligt Don Rosa är hon mor till Kvacke Anka, Unkas Anka och Doris Anka samt farmor till Kalle Anka, Della Anka, Knase Anka och Snorke Anka, mormor till Alexander Lukas. Hon är också dotter till Ankeborgs grundares (Cornelius Knös) son Cypranius Knös, som grundade Gröngölingskåren. Några serieskapare har beskrivit henne som syster eller kusin till Joakim von Anka. Enligt släktträdet Don Rosa skapade är han bror till hennes svärdotter.
Farmor Anka och Mårten Gås är de enda återkommande figurerna i Kalle Anka som bor i samma hus fast de är av olika kön.